# Palos (cràter marcià)
Palos és un cràter d'impacte del planeta Mart a 2.7 sud i 110.8 est. L'impacte va causar un forat de 55 quilòmetres de diàmetre. El nom va ser aprovat el 2000 per la Unió Astronòmica Internacional en honor d'una ciutat espanyola, Palos de la Frontera.